# Битва при Мактане

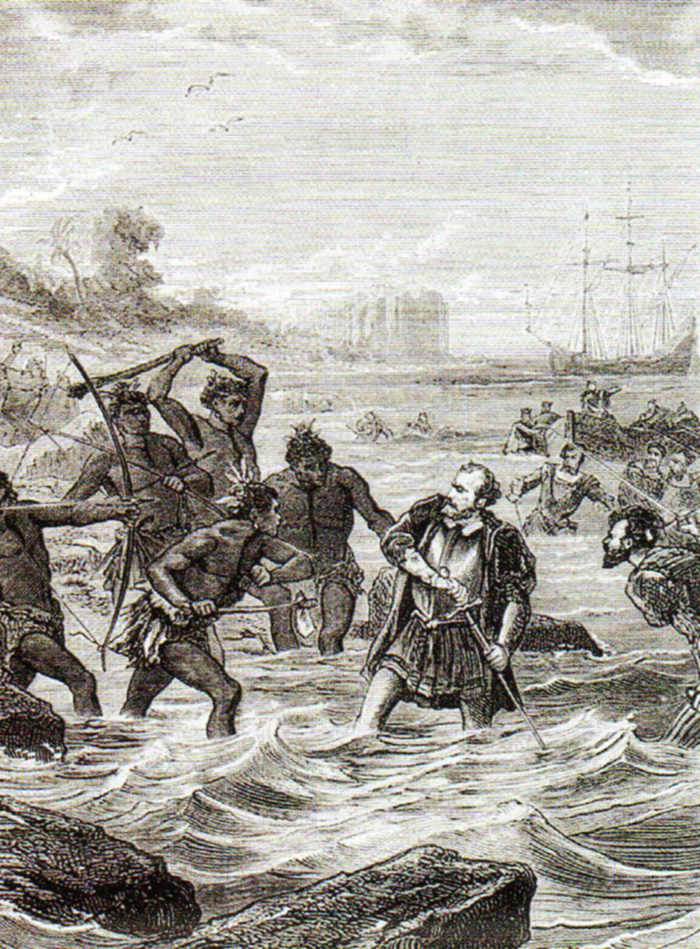
Лапу-Лапу убивает Магеллана.

Битва при Мактане — сражение на Филиппинах, произошедшее 27 апреля 1521 года. Вождь Лапу-Лапу, один из правителей филиппинского острова Мактан, разбил испанские войска под командованием Фернана Магеллана, который погиб в этой битве.

## Предыстория
16 марта 1521 года Фернан Магеллан, совершавший первое в мире кругосветное плавание, увидел на горизонте горы, расположенные на острове, который сейчас называется Самар, но высадки на острове не производились. На следующий день он приказал своим людям бросить якорь у берега острова Хомонхон. Магеллан и его команда были первыми европейцами, посетившими остров. Его беседа с раджами Куламбу и Сиагу, правителями области Лимасава, закончилась мирно, и они сопроводили его к территории Себу, где жил верховный правитель острова, раджа Хумабон.Магеллан сумел обратить его и его жену в христианство: король при крещении получил имя Карлос в честь короля Испании Карла I, а его жена — имя Хуана в честь матери короля Хуаны I. В память об этом Магеллан отдал королеве фигуру младенца Иисуса как символ их нового альянса. Под влиянием Магеллана раджа Хумабон отдал приказ всем своим вассалам помогать кораблям Магеллана продовольствием и обратиться в христианство.
Большинство вождей подчинилось приказу, но дату (вождь) Лапу-Лапу, один из двух правителей острова Мактан, воспротивился иноземцам и отказался признавать верховную власть Хумабона. Раджа Хумабон и дату Зулу предложили Магеллану отправиться на остров Мактан и силой своего авторитета заставить Лапу-Лапу подчиниться. Магеллан увидел в этом шанс для укрепления налаженных дружеских связей с правителем региона Висайи и согласился помочь ему подчинить мятежного вождя.

## Битва
Согласно записям историка экспедиции Антонио Пигафетты, в ночь перед битвой Магеллан пытался словами убедить Лапу-Лапу подчиниться Хумабону, но это ему не удалось, и, видя агрессию со стороны его воинов, Магеллан отступил. На следующее утро, 28 апреля, Магеллан снова отплыл к Мактану с отрядом из 48 людей, вооружённых мечами, топорами, щитами, арбалетами и аркебузами. Из-за скал и кораллов около берега Магеллан был вынужден бросить якорь вдали от него, поэтому не мог использовать огневую мощь орудий своего корабля в предстоящей битве.
Войско Лапу-Лапу насчитывало примерно 1500 воинов. Магеллан попытался напугать мактанцев и сжёг несколько домов в прибрежной деревне Булайя, но это лишь разъярило воинов, набросившихся на европейцев. На Магеллана напало множество воинов, он был ранен отравленным копьём в ногу и филиппинским мечом-кампиланом в руку. Войска Лапу-Лапу одержали победу, сам Магеллан был ими убит, однако многим другим, включая хрониста событий Пигафетту, удалось бежать к лодкам. Пигафетта сообщал, что, помимо Магеллана, было убито, как минимум, ещё три европейца и несколько туземцев, перешедших в христианство и сопровождавших их.
Хумабон и Зулу наблюдали за битвой с расстояния, однако в битву не вступили. Пигафетта сообщал, что Хумабон предложил Лапу-Лапу, что если тот вернёт тела Магеллана и других убитых, то он даст взамен столько товаров, сколько тот пожелает. Тело Магеллана, тем не менее, не было отдано туземцами. Некоторые из участников экспедиции, переживших битву и вернувшихся на Себу, были впоследствии отравлены на празднике, который дал король Хумабон. 
Последний корабль испанцев «Виктория» под руководством Хуана Себастьяна Элькано достиг Испании в 1522 году, завершив первое в мире кругосветное путешествие.

## Битва в филиппинской истории

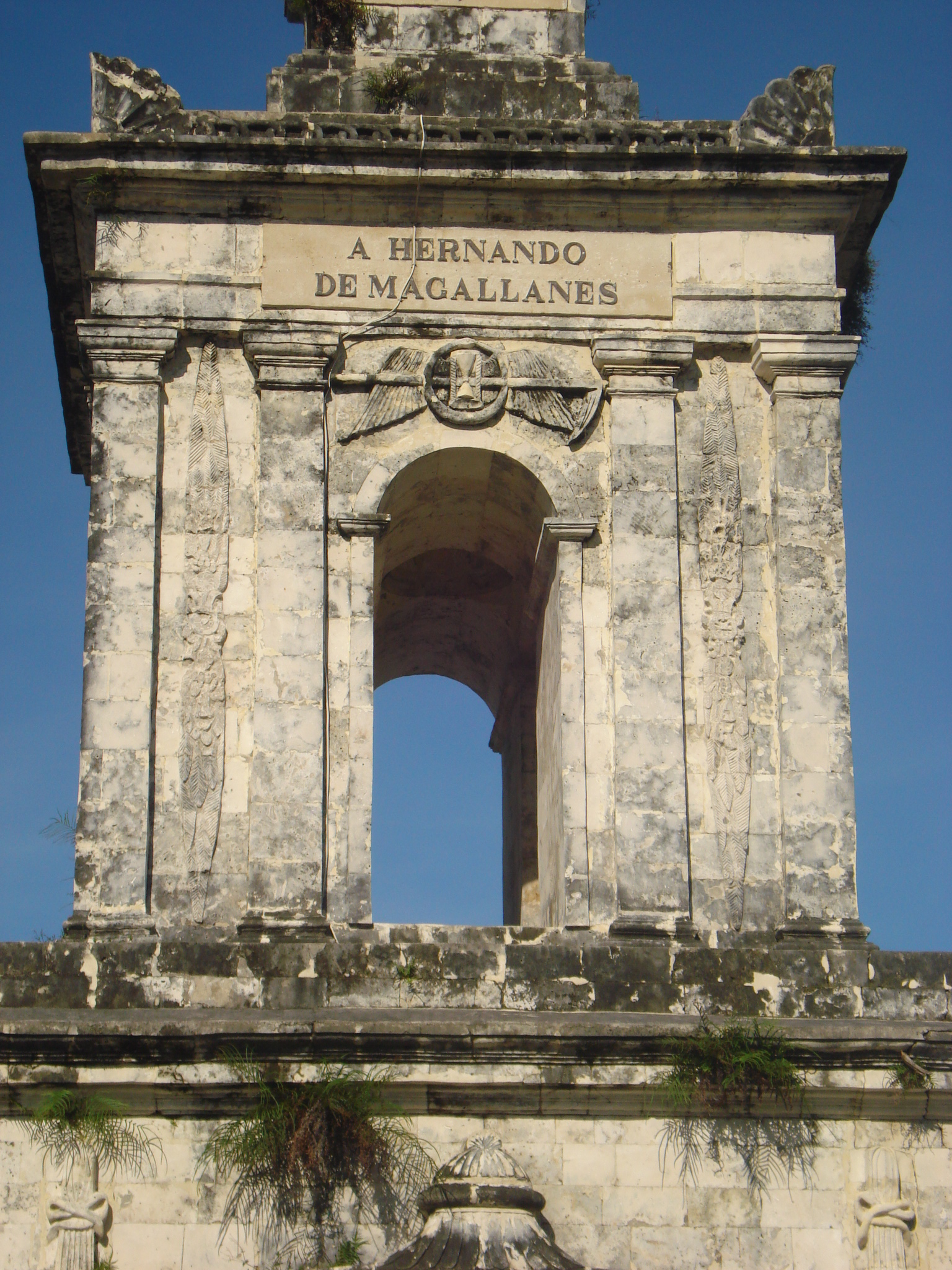
Мемориал, посвященный Магеллану, на острове Мактан

В настоящее время Лапу-Лапу почитается на Филиппинах как «филиппинский национальный герой», первый, кто противостоял европейским захватчикам, хотя на тот момент Филиппины не представляли собой какого-то единого государства. В честь Лапу-Лапу названы различные объекты на территории страны, включая город, а на месте гибели Магеллана установлен храм, где стоит статуя Лапу-Лапу. Рядом с ней есть полуразрушенный обелиск, воздвигнутый в честь Магеллана испанскими колониальными властями и сильно повреждённый после американской оккупации Филиппин (см. Филиппино-американская война).